# ردندرة فضية الأوراق
ردندرة فضية الأوراق (الاسم العلمي:Rhododendron argyrophyllum) هي نوع من النباتات تتبع جنس الردندرة من الفصيلة الخلنجية.